# Khasim Mirza
Khasim Mirza (14 de septiembre de 1986) es un jugador de baloncesto filipino, que juega en el Air21 Express en la Asociación de Baloncesto de Filipinas.
De madre filipina y padre hindú,  Mirza ha participado en campeonatos organizados por la Universidad Santo Tomás de Manila del grupo llamado "Growling Tigers" y también en la Universidad Atlética de Filipinas entre los años 2007 y 2009. Luego jugó en "Philippine Patriots", para la Liga de Baloncesto Asean desde 2009 hasta 2010. Antes participar para la segunda ronda del Draft 2010 PBA por PBA, para la expansión del equipo Meralco Bolts.